# Exèrcit Nacional de Zimbàbue
L'Exèrcit Nacional de Zimbàbue (en anglès: Zimbabwe National Army) (ZNA) és la principal branca de les Forces Armades de Zimbàbue, és la responsable de les accions de guerra terrestre. És la branca militar més gran sota el Comandament Conjunt d'Operacions (Joint Operations Command) (JOC) del país africà.
L'exèrcit modern té les seves arrels en l'Exèrcit de Rhodèsia, sorgit entre 1963 i 1964 després de la creació de la Federació de la República de Rhodèsia i Nyasalàndia. Un Alt Comandament Conjunt va ser creat al març de 1980 per supervisar la integració de les abans bel·ligerants Forces de Seguretat de Rhodèsia, Exèrcit Africà per a l'Alliberament Nacional de Zimbàbue i Exèrcit Revolucionari del Poble Zimbabuès, que van donar lloc a l'Exèrcit Nacional de Zimbàbue a finalitats de 1980, gairebé un any després de la fi de la Guerra civil de Rhodèsia.
La missió de l'exèrcit és «defensar la sobirania, integritat territorial i interessos nacionals de Zimbàbue i contribuir a seguretat i pau internacionals». És considerat un component integral del JOC, i està sota l'autoritat definitiva del president de Zimbàbue. El ZNA està dirigit per un Cap de l'Exèrcit, càrrec exercit actualment pel general Engelbert Rugeje.